# Siphonodentalium booceras
Siphonodentalium booceras is een Scaphopodasoort uit de familie van de Gadilidae. De wetenschappelijke naam van de soort is voor het eerst geldig gepubliceerd in 1926 door Tomlin.